# Pelomyia nubila
Pelomyia nubila är en tvåvingeart som beskrevs av Axel Leonard Melander 1952. Pelomyia nubila ingår i släktet Pelomyia och familjen Canacidae.
Artens utbredningsområde är Kalifornien. Inga underarter finns listade i Catalogue of Life.